# غيرسون (محافظة)
محافظة كيرة سون أو غيرسون (بالعثمانية: كيره سون) هي إحدى محافظات تركيا. عاصمتها مدينة غيرسون تبلغ مساحتها 7,151 كم2 ويبلغ عدد سكانها 523,819 نسمة كما يبلغ معدل الكثافة السكانية 73/كم2 تقع في شمال تركيا على ساحل البحر الأسود.